# Ikuko Hatoyama
Pour les articles homonymes, voir Hatoyama.
Ikuko Hatoyama (鳩山 郁子, Hatoyama Ikuko) est une auteure de bande dessinée japonaise née le 11 juin 1968 dans la préfecture de Chiba, au Japon.

## Style
Elle utilise des lignes délicates qui, en combinaison avec le blanc de la page, donne de la fraîcheur et une sensation de douceur dans ses œuvres.

## Œuvre
- 1987 : Moyou no aru Tamago, publié dans Garo
- 1998 : Les Chrysanthèmes Bleus (青い菊, Aoi Kiku?) (1 volume)
- 2000 : Castratura (カストラチュラ?) (1 volume)
- 2001 : Tsuki ni Hiraku Eri (月にひらく襟?)
- 2004
  - Micacé (ミカセ?)
  - Sprangle (スパングル?)
- 2005 : Shoe Maker (シューメイカー?) (1 volume)
- 2009 : Daguerreotypist (ダゲレオタイピスト?)
- 2012 : Yukishiro, Barabeni (ゆきしろ、ばらべに―少年傑作集―?) (1 volume)
- 2013 : Ernest no Kyuusha (エルネストの鳩舎?) (1 volume)
- 2015 : The Dovecote Express (寝台鳩舎, Shindai Kyuusha?) (1 volume)

## Influences
Shizuka Nakano indique en interview avoir été marqué par le travail de Ikuko Hatoyama.